# Western International League
La Western International League fu una lega minore del baseball USA e canadese, che operò nel 1922, fra il 1937 e il 1942 e fra il 1946 e il 1954. Nel 1955 si trasformò nella Northwest League che ancora opera con una Short Season di classe A.
La WIL è formata da squadre delle regioni Oregon, Washington, Idaho, Columbia Britannica e Alberta. Fu classificata Class B fino al 1951 ma l'anno successivo divenne Class A. Alla sua ultima stagione includeva squadre di Calgary, Edmonton, Lewiston, Salem, Spokane, Kennewick-Richland-Pasco (che giocavano come le "Tri-City"), Vancouver, Victoria, Wenatchee e Yakima.
Per gran parte degli anni 1930e anni 1940 le sue squadre furono generalmente non affiliate al farm system della Major League Baseball bensì fornì talenti alla forte Pacific Coast League di quell'epoca.